# Plaza de toros de Orgaz
La plaza de toros de Orgaz es un inmueble histórico del municipio de Orgaz, situado en la provincia de Toledo y que está declarado como Bien de Interés Cultural con carácter de sitio histórico.

## Historia

### Características
Fue inaugurada en 1904, se construyó sobre una parcela de titularidad pública próxima al castillo y por iniciativa de un colectivo de vecinos de Orgaz. El terreno fue cedido por el Ayuntamiento sin contraprestación económica alguna, por entender, en aquel momento, que carecía de valor.
Su construcción se ajusta a las técnicas constructivas de principios del siglo XX y se materializó mediante muros de carga de tapial en formación de cajones de conglomerados de tierra, piedras y ladrillo de tejar. Presenta machones de fábrica de ladrillo de tejar tomado con mortero de cal y arena sobre mampostería de piedra del lugar, todo ello encalado.
Los tendidos o graderíos se conforman por asientos en grada de relleno de mampostería y cascotes tomados con mortero de cal y arena, revestidos con mortero de cemento fratasado y bruñido superficial. Todo ello sobre un entramado de arcos de fábrica de ladrillo sobre los que descansan tirantes y rollizos de madera en calidad de forjados. 
El anillo que forma la barrera del coso está constituido por un muro de mampostería de piedra y dotado de portones y burladeros. 
En el exterior se pueden observar los corrales de menor antigüedad, formados por muros de fábrica de ladrillo tradicional.
Enfoscados y encalados se sitúan los corrales de desembarco y manejo, además de los toriles y pasillos con sus respectivos portones, pasarelas y burladeros. La centenaria plaza ha tenido otros usos además de aquel para el que fue concebida y así, acontecimientos sociales y culturales, actividades y espectáculos al aire libre se han celebrado habitualmente en el coso orgaceño desde su apertura, estando ligada a las tradiciones y celebraciones de la población.

## Bien de Interés Cultural
El Ayuntamiento de Orgaz promovió en 2008 la protección de la Plaza de toros del municipio como un elemento singular de su patrimonio, elevando hasta la Junta de Castilla-La Mancha un expediente de incoación de dicho inmueble como Bien de Interés Cultural bajo la categoría de sitio histórico.

## Efemérides
- 1949: Debutó como novillero sin picadores Pablo Lozano, quien más tarde sería empresario de Las Ventas y ganadero de Alcurrucén.[2]
- 2015: La plaza de toros fue reinaugurada con una corrida mixta en la que actuaron Manuel Díaz El Cordobés, David Fandila El Fandi y el rejoneador Rubén Marín.[3]